# Reformes de Dioclecià
Les reformes de Dioclecià en l'establiment del Dominat (de Dominus = senyor) va ser un pas molt important per sostreure a la corona de la voluntat de les legions. El tron es concedia no tant per la força de les armes com per voluntat divina (Dioclecià va prendre el títol de Jovià és a dir fill de Júpiter). El Senat va ser privat del dret de designar els emperadors i va quedar com una institució consultiva, si bé els senadors, com classe social, van mantenir el seu prestigi.
L'Emperador es va revestir dels hàbits propis de les monarquies orientals, singularment la persa. La diadema amb perles incrustades, mantell d'or i púrpura amb pedreria, ceptre i globus, i encens. Es van fer habituals les genuflexions dels súbdits i el recolliment en les audiències i cerimònies oficials, mantingut rigorosament per un cos especial anomenats els silentarii, tot la qual cosa contribuïa a fer patent l'elevada majestat de l'Emperador. Els ciutadans van passar a ser mers súbdits, que ja no mantenien les seves llibertats polítiques, i que van perdre a més la seva llibertat social i econòmica, sempre per assegurar la supervivència de l'Imperi.

## Reorganització territorial
La crisi del segle iii, amb les invasions i la situació d'Imperi van obligar a una reorganització administrativa en temps de Dioclecià, que fou perfeccionada en temps de Constantí. L'imperi es dividí en dues grans demarcacions: Orient i Occident, amb dues prefectures cadascuna, governades per Prefecte del Pretori. Les prefectures es dividien en diòcesis, dotze en total, al davant de les quals hi havia els vicaris. Les diòcesis contenien diverses províncies, i aquestes estaven dividides en districtes i ciutats. Els convents judicials de l'època anterior van desaparèixer
Les províncies van seguir en mans de procònsols o llegats, anomenats també Praesides, als quals es va designar un auxiliar per a les funcions militars amb el títol de "Dux". La desaparició de províncies senatorials (reduïdes a Àsia i Àfrica) va fer disminuir fins i tot més el poder del Senat, convertit en òrgan consultiu no vinculant. En algunes províncies hi podia haver diversos Duces però un sol Praeses. El nombre de províncies va arribar el 297 a noranta-sis, quan el 284 eren cinquanta-set. Més tard fins i tot van augmentar més (fins a cent vint a principis del segle iv).

## Aparell burocràtic
La reorganització administrativa comportava un aparell burocràtic subordinat a l'Emperador, encarregat d'imposar la seva voluntat en qualsevol racó de l'Imperi. El centralisme es va fer norma, i es va produir una unificació en tot l'Imperi (sent una característica de l'uniformisme la supressió virtual de les diferències entre províncies senatorials o públiques i Imperials).
Va sorgir un cos de funcionaris, formats d'acord amb un pla d'estudis jurídics i teòrics, estructurats d'acord amb una escala jeràrquica rigorosa. Així els funcionaris que van ocupar els seus llocs tenien una consciència rigorosa del seu càrrec, i sovint exageradament jeràrquica. La complexitat, l'estructura jeràrquica i els llargs tramitis van entorpir en gran manera l'activitat normal de l'Imperi. Aquests funcionaris tenien els seus títols segons el rang: vir perfectissimus, clarissimus, spectabilis e illustris. Alguns càrrecs comportaven l'accés a una classe similar a la senatorial, altres a la curial, i en general a la classe dels Honestiores. El rang més elevat era el de Patricius, títol merament honorífic, molt diferent dels antics patricis, i que no corresponia a cap funció predeterminada. Les tasques dels funcionaris estaven perfectament determinades, amb una forta distinció entre les funcions civils i les militars. Els que arribaven als títols més elevats, generalment grans propietaris (o que després arribaven a ser-ho), van anar adquirint diversos privilegis, i entre ells el de quedar eximits de pertànyer a la Cúria.
Un Prefecte del Pretori tenia al seu càrrec a uns sis-cents funcionaris, i el prefecte substitut manava sobre uns tres-cents. L'existència de tants funcionaris era deguda a les tasques de control de la recaptació i al control que els funcionaris exercien entre ells mateixos, recíprocament.
Perquè el sistema funcionés es van crear els Magistri officii, civils i militars, amb funcions de secretaris del que es podria anomenar ministeris en l'aspecte civil, i com caps militars, en l'aspecte militar, els quals havien de ratificar les ordres dels funcionaris o oficials en els temes específics.
La desconfiança creada entre funcionaris portà a l'establiment progressiu d'una policia secreta, els agents in rebus, que s'ocupaven inicialment de les funcions normals de correspondència governamental i de policia (aquests funcionaris portaven llistes de totes les persones que poguessin ser hostils a l'Imperi, des dels enemics polítics fins als cristians), per avançar després en una funció de control de l'opinió pública. L'Estat va establir la censura de la correspondència, i va augmentar el nombre d'espies i delators, sota acusació dels quals van caure molts notables, iniciant-se aviat una època de temor sobretot entre les classes altes. Dioclecià va establir, segons es creu, el crim de laesae majestatis, encara que no se sap fins que punt va ser utilitzat.

## Reorganització de l'administració
Dioclecià creia que l'imperi era massa gran per ser governat per un sol emperador, i va intentar resoldre aquest problema introduint la tetrarquia, un nou sistema polític i d'administratiu mitjançant el qual un August i un Cèsar a orient i un August i un Cèsar a occident es repartien el poder polític, administratiu i territorial Els quatre rams principals de l'administració (central, imperial, provincial i militar) van ser reestructurats.
L'administració central, basada a la residència imperial, constituïa el nucli dirigent de la política general. Després del mateix Emperador estava el Magister Officiorum, encarregat dels càrrecs cortesans, l'administració central, les relacions exteriors, la policia secreta i la guàrdia imperial muntada (scholae palatinae). Després d'aquest càrrec se situava el qaestor, amb funcions judicials i d'Estat, pel qual havien de passar totes les súpliques a l'Emperador. Hi havia dos encarregats de finances: un, encarregat de l'antic fiscus, tenia el control dels ingressos privats de l'Emperador (comes rerum privatarum) i un altre encarregat de l'antic Aerarium, tenia el control de les finances públiques (comes sacrarum largitionum). A les ordres d'aquests dos funcionaris treballaven diversos empleats de l'administració central, distribuïts en diverses seccions o negociats (scrinia). El Consell Imperial (sacrum consistorium) estava format pels citats càrrecs, alguns alts dignataris, oficials i juristes. Les sessions del Sacrum consistorium es denominaven silentium i preparaven les principals decisions de carácter polític o administratiu.
Enfront d'aquests càrrecs centrals s'alçaven els càrrecs regionals: els quatre prefectes (Praefecti praetorio), que governaven les seves prefectures i, en les seves respectives àrees de govern, tenien el control del reclutament per a l'exèrcit. Després dels prefectes estaven els vicarius (que governaven les diòcesis, primer dotze i després disset), i després d'aquests se situaven els governadors provincials (consularis, proconsularis, correctores o praeses). Els governadors provincials havien perdut les seves competències militars, que eren exercides en cada província pel Dux, comandant de l'exèrcit (de tot aquest sistema van ser excloses Roma i segurament Nicomèdia i més tard sens dubte Bizanci o Constantinoble, administrades pels Praefecti urbi de rang senatorial i sota dependència directa de vicarius imperials).
La institució de Comitatus va quedar formalitzada. Dioclecià va organitzar una guàrdia personal (paral·lela als Pretorians) anomenada Militis Palatini o Militis Comitatenses.
Els funcionaris al servei directe de l'Emperador (silentarii, cubicularii, eunucs, servidors, etc.) van passar a ser coordinats per un Cubicularius Major (Camarlenc Major, o Praepositus sacri cubiculi), el rang del qual era equivalent al d'un alt dignatari, i que era desenvolupat generalment per un eunuc

### L'exèrcit
L'exèrcit va ser augmentat en nombre, passant de tres-cents cinquanta mil homes a prop de cinc-cents mil, i el nombre d'oficials augmentat proporcionalment i encara per sobre. Cada legió disposava ara de menys soldats, però de més tribuns. L'Emperador tenia el comandament suprem de l'exèrcit. Després del venien els Magistri Militum presentales.
Les guarnicions frontereres tenien una estructura diferent de les legions de campanya. Les tropes de frontera van quedar formades pels anomenats limitanei o ripenses, reclutats a la zona. L'exèrcit de campanya (comitatenses), format per tropes d'elit en la seva majoria mercenaris estrangers (germànics sobretot), estava constituït bàsicament per tropes mòbils a cavall. Mentre les legions es reduïen en nombre d'efectius (a una tercera part), van augmentar les formacions auxiliars compostes de bàrbars. La cavalleria cuirassada, a imitació del mateix cos persa, va ser reforçada i organitzada en vexillationes aconseguint un exèrcit més movible i ràpid de desplaçar i va assumir les principals tasques operatives.

## Recaptació d'impostos
Una altra reforma import, necessària per fer enfront de les despeses ocasionats per l'ampliació de l'exèrcit, va ser la renovació del cens, amb bases noves per a les avaluacions (indictiones) periòdiques (que primer van ser cada cinc anys, però després es van augmentar a cada quinze des del 312), basades en la qualitat del terreny, amb una nova unitat fiscal variable (jugum caput, millena, centuria...) que comprenia terres de diversa naturalesa i extensió, però que tenien el mateix valor fiscal, i produïen per tant un tribut d'igual valor. L'impost a pagar en funció de les indictiones era mixt sobre la terres i les persones (capitatio-iugatio) i va substituir els impostos sobre el sòl i sobre les persones. Les indicciones van servir també per taxar l'Annona, que va quedar regulada com impost fix. La primera indicció es va efectuar el 297.
Lactanci en la seva obra De mortibus persecotorum descriu vívidamente com els funcionaris encarregats de les indiccions i els encarregats de la recaptació apareixien per tot arreu i procedien als mesuraments i avaluacions de les terres (mesurant-se les superfícies cultivades respectivament per cada producte), i a comptar als animals i persones. Els informes calculaven detalladament la capacitat econòmica de les unitats fiscals, encara que sovint no tenien en compte l'estructura social local, amb el que en diversos punts el sistema es va fer molt dur per a la població, però era un sistema més equitatiu que l'anterior, i va ser la base de la recaptació durant segles. La corrupció, sempre present en el funcionariat, va provocar desajustos en el sistema, agreujats per l'increment de les càrregues que comportava l'ampliació del nombre de funcionaris.
El procediment de cobrament va quedar regulat. La suma fixada a cada circumscripció fiscal pels censors i aprovada per funcionaris imperials, era comunicada als consellers municipals (Curials) de la ciutat en la qual s'ubicava. Els curiales dividien l'import de totes la circumscripcions fiscals de la seva zona entre tots els propietaris de la seva jurisdicció (llevat d'aquells que solament posseïen un petit hort), i entre tots els arrendataris de terres públiques que de fet eren propietaris, i cuidaven personalment de la seva recaptació, sent responsables del lliurament de la quantitat corresponent, o si no n'hi hagués havien de satisfer-la del seu patrimoni personal, sistema que sembla haver estat en vigor des d'uns anys abans.
L'impost d'aprovisionament (Annona) es va convertir en el principal, car davant a dificultat de recaptar els tributs en or, es va optar pel sistema de pagament en espècie. Les provisions es lliuraven en les stationes de les vies principals per ser utilitzades per les tropes i els funcionaris de passada, o s'enviaven als exèrcits en els carros del cursus publicus.
L'Annona es transformà en un impost legalment establert, del qual estaven prefixades les quantitats a lliurar, podent pagar-se com abans en espècie. Els tributs, que abans es recaptaven bàsicament en diners (menys en determinades regions molt pobres on s'usava el lliurament de productes) van passar a pagar-se bàsicament en espècie. El motiu principal del canvi va ser la qualitat dolenta de la moneda (la proporció d'or o plata havia anat descendint); conseqüència d'això va ser que l'Estat es negués a admetre la seva pròpia moneda, i exigís l'impost o bé en espècie o bé en or. Com no havia or suficiente l'impost de proveïment o Annona es va convertir en el principal. Els impostos sobre herències i manumissions van desaparèixer definitivament, però es va augmentar l'impost sobre les vendes en general.
L'obligació de les ciutats per reclutar soldats, s'havia complert sense massa problemes, i els reclutaments forçosos no calien més que a vegades limitades. Els soldats reclutats per les ciutats eren anomanats Tirones, terme equivalent a reclutes, i quan existien problemes per trobar-los es podia col·locar en el seu lloc a substituts, normalment camperols o esclaus, anomenats vicarii, o bé pagar una suma que alliberava de l'obligació d'aportar soldats. Com el reclutament es va fer difícil en les ciutats (la disminució de la població i el fet que els possibles candidats s'havien anat allistant en els anys anteriors, van ser les causes principals), es va procedir al reclutament per la força i l'admissió de bàrbars va ser habitual. El pagament de la suma substitutòria es va convertir de fet en un impost fix, el Aurum Tironicum (or del reclutament).
El tema de la successió va ser abordat per Dioclecià. Des del principi va associar al tron al seu amic Maximià i le va confiar l'Occident. Els diversos perills i problemes que van afectar l'Imperi, va aconsellar un nou repartiment del poder (293), nomenant-se dos "César", cadascun dels quals dependria d'un "August" i en cas de morir aquest, el succeiria automàticament, i designaria un nou "César". Els Césars estaven supeditats als seus Augusts, que els adoptaven. Un edicte va determinar la divinitat dels Emperadors que es van titular Diis geniti et Deorum creatores (fills dels déus i creadors dels déus). El poble i l'exèrcit devia jurar-los fidelitat. La divinitat dels Emperadors els venia donada pel déu persa Mitra, déu del Sol, dispensador de trons.

## Situació financera
La inflació va seguir augmentant, entre altres coses a causa de la inseguretat sobre el valor real de la moneda, el que repercutia a l'Estat que havia d'augmentar els sous, i mancava sovint de fons suficients. Per això Dioclecià va fixar els preus dels articles per un Edicte datat el 301 (Edictum de pretiis rerum venalium), i va prohibir efectuar cap venda per damunt del valor fixat, sota pena de ser condemnat a mort. També va fixar el preu dels salaris per les diverses prestacions. Però la conseqüència va ser la desaparició del mercat de tots els articles amb preu limitat i més tard l'edicte va haver de ser derogat per Constantí.
Dioclecià va intentar encunyar monedes amb un aliatge d'or o plata correcta, però es va desenvolupar immediatament la falsificació de moneda i les monedes amb baixa aliatge (falses) van suplantar a les noves emissions. Com monedes de coure va sorgir el follis utilitzat en les transacciones diàries menors.

## Relacions amb els cristians
Dioclecià va perseguir els cristians, que havien adquirit una influència notable, estenent-se per totes les províncies i capes socials, minant la lleialtat del poble cap a l'Estat, i negant-se a adorar al Sol, Mitra i als Emperadors.
L'any 302 van ser depurats de cristians l'exèrcit i l'administració. El 24 de febrer del 303 Dioclecià va publicar un Edicte ordenant la destrucció dels temples i llibres cristians, la dissolució de les seves comunitats i la confiscació dels seus béns, i va prohibir als adeptes les reunions múltiples (sota pena de mort), excloent-los a més de tots els càrrecs públics; els esclaus cristians no podien ser manumesos, i els jutges havien d'acollir qualsevol denúncia que es formulés contra cristians, i rebutjar les seves al·legacions per defensar-se. No se sap que va ocórrer però es va acusar als cristians d'amotinar-se i calar foc al palau imperial de Nicomèdia (es diu que l'acusació va partir de Galeri i que van ser els seus homes els qui van provocar l'incendi), i d'afavorir una rebel·lió militar a Síria.
Dioclecià va emetre un segon edicte ordenant la immediata destrucció dels llibres sagrats als líders locals de la secta (bisbes, capellans i diaques), i la presó per a aquells que es neguessin. Aquest segon edicte tampoc va tenir gaire èxit, car poc després un tercer edicte ordenava l'alliberament de tots els presoners que volguessin tornar a la religió pagana, mentre que els que persistissin a ser cristians haurien de seguir empresonats.
El 304, estant malalt Dioclecià, i actuant com regent Galeri, es va emetre un quart edicte (ratificat per Dioclecià però inspirat per Galeri) que ordenava a tot el poble, inclosos els cristians, que fessin sacrificis als déus, prescrivint per als infractors penes molt severes. L'edicte va tenir un compliment irregular segons les regions i qui les governava, sent gairebé inoperant a les Gàl·lies i Britànnia (governades per Constanci Clor). A les províncies d'Hispània, el prefecte Dacià va fer complir l'edicte i hi va haver nombrosos "màrtirs", i entre ells, a la Tarraconense, Felix (a Gerunda), Cucufat (a Barcino) Engracia i Vicenç (a Cesaraugusta) i Centol i Elena (al país dels Turmoges).